# Mötley Crüe
Mötley Crüe – powstała w 1981 roku amerykańska grupa wykonująca muzykę z pogranicza glam metalu i hard rocka, którego założycielem i liderem był basista Nikki Sixx.
Zespół ma jeden z największych fan clubów w Stanach Zjednoczonych. Grupa jest jednym z zespołów nurtu heavy metalu z największą liczbą sprzedanych albumów w dziejach. Nakład ze sprzedaży wszystkich wydawnictw muzycznych formacji wynosi ponad 100 milionów egzemplarzy na całym świecie, w tym ponad 32 miliony 500 tysięcy w Stanach Zjednoczonych z oficjalnym certyfikatem Recording Industry Association of America, stowarzyszenia przyznającego wyróżnienia za sprzedaż płyt i singli. Są zaliczani do najwybitniejszych zespołów metalowych w historii.
Ostatnim wydawnictwem grupy jest album Saints of Los Angeles wydany 24 czerwca 2008 roku. 31 grudnia 2015 zespół zagrał po raz ostatni w Staples Center w Los Angeles, kończąc tym samym trwającą trzydzieści trzy lata karierę.

## Historia

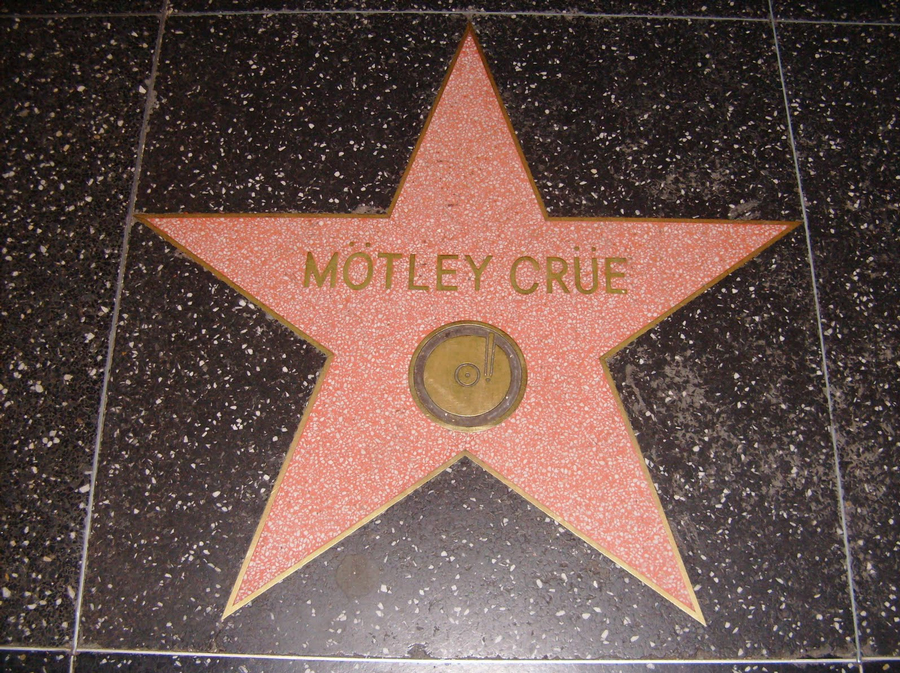
Gwiazda zespołu w Hollywood Walk of Fame

### Początki
Na początku lat 80. XX wieku Nikki Sixx zaczął formować nową grupę po odejściu z kalifornijskiego zespołu London. Perkusistą został Tommy Lee, wcześniej związany z zespołem Suite 19, a kolejnym członkiem grupy stał się gitarzysta Mick Mars, grający uprzednio w zespole White Horse. To właśnie Mars jest odpowiedzialny za nazwę Mötley Crüe, której oryginalna wymowa brzmi „mott-lee kru”. Jeden z jego przyjaciół określił tworzącą się właśnie grupę jako „a motley looking crew”. Do nazwy formacji dodano heavymetalowy umlaut nad literami „o” i „u”. Jako ostatni dołączył do zespołu wokalista Vince Neil, z którym Tommy Lee znał się jeszcze z czasów szkoły średniej – Royal Oak High School. Przed przyjściem do The Crüe Vince udzielał się wokalnie w kapeli Rock Candy. Został zauważony tam przez Micka Marsa, który zasugerował znajomym z Mötley zaangażowanie go jako frontmana. Za pierwszym razem Vince odmówił, ale niedługo potem Rock Candy rozpadło się. Powtórnie poproszony przez Tommy’ego Vince zgodził się dołączyć do grupy.

### Lata 80. XX wieku
Mötley Crüe szybko znalazło swojego pierwszego menedżera, którym został Allan Coffman. Szwagier Coffmana – Robert „Stick” Crouch – był członkiem ekipy koncertowej zespołu. Obydwaj wspólnie prowadzili firmę kontraktową w Grass Valley w Kalifornii i planowali zainwestować w sektor rozrywkowy. Pierwsze wydawnictwo Mötley Crüe to singiel „Stick to Your Guns/Toast of the Town”, który wydali pod własną banderą Leathür Records. W 1981 ich debiutancki album pt. Too Fast for Love, samodzielnie wyprodukowany w Leathür, sprzedał się w liczbie 20 tys. egzemplarzy. Asystent Coffmana zorganizował trasę koncertową po Kanadzie, mając w planach negocjowanie kontraktu z kilkoma poważnymi wytwórniami. Późną wiosną 1982 muzycy z Mötley Crüe podpisali kontrakt z Electra Records. Pod naciskiem nowej wytwórni ich debiutancki album został ponownie zmiksowany przez producenta Roya Thomasa Bakera i wydany 20 sierpnia 1982.
Podczas trasy „Crüesing Through Canada Tour '82” nie obyło się bez incydentów. Zespół kilkukrotnie został aresztowany. Pierwsze aresztowanie zostało spowodowane przez zajście na Międzynarodowym Lotnisku w Edmonton – zespół chciał przejść przez kontrolę celną w swoich najeżonych ćwiekami i kolcami strojach, do tego Vince torbę podręczną miał załadowaną magazynami pornograficznymi, co zaklasyfikowano jako „posiadanie niebezpiecznej broni i nielegalnych materiałów”. Rzeczy zarekwirowano i zniszczono. Drugi wybryk to wyrzucenie telewizora przez okno w hotelu „Sheraton Caravan”. To w połączeniu z maratonem wybryków w Edmonton zaowocowało „dożywotnim zakazem przebywania na terenie miasta”. Mimo że trasa sama w sobie była finansową katastrofą, Mötley Crüe zaistniało w prasie.
W 1983 Mötley Crüe zmienili menedżera, a miejsce Allana Coffmana zajęli Doug Thaler i Doc McGhee. Po zagraniu na największym festiwalu w USA oraz z pomocą nowej stacji telewizyjnej – MTV, grupa odniosła błyskawiczny i spektakularny sukces na rynku amerykańskim. Znani byli z zamiłowania do groupies, niesamowitego stylu ubierania, butów na ekstremalnie wysokich koturnach, ostrego makijażu, oraz nieprzerwanej rzeki alkoholu i narkotyków płynącej jako inspiracja dla ich muzyki. Ich połączenie hard rocka i glam rocka było strzałem w „dziesiątkę”, i spowodowało pojawienie się komercyjnie idealnych albumów, sprzedawanych w milionach egzemplarzy, np. „Shout at the Devil” (1983), „Theatre of Pain” (1985) i „Girls, Girls, Girls” (1987), które ukazywały ich miłość do whisky, motocykli i nocnych klubów, generalnie niszczyły wszystkie autorytety.
W 1984 Neil uczestniczył w wypadku samochodowym, w którym zginął perkusista Hanoi Rocks Nicholas „Razzle” Dingley, a Neil został oskarżony o „prowadzenie pod wpływem” i spowodowanie wypadku ze skutkiem śmiertelnym, za co został skazany na 30 dni w więzieniu (spędził tylko 18). Całe to wydarzenie było motorem do wydania kompilacji pt. Music to Crash Your Car to.
W 1987 Nikki Sixx był bliski śmierci z przedawkowania heroiny. Jeszcze w drodze do szpitala został uznany za zmarłego, lecz lekarz podał mu dwa dosercowe zastrzyki z adrenaliny. Jego krótka śmierć kliniczna była inspiracją dla piosenki „Kickstart My Heart”, która znalazła się na 16. miejscu listy Mainstream U.S. chart i pojawiła się na albumie Dr. Feelgood. Ich dekadencki styl życia prawie pozabijał członków zespołu, dopiero interwencja Thalera i McGhee’ego, która polegała na braku pozwolenia na trasę po Europie, gdyż jak to stwierdzili – „niektórzy [z was] wrócą w plastikowych workach”. Krótko później, wszyscy członkowie poddali się odwykowi, oprócz Marsa, który z nałogiem poradził sobie sam. Tommy był pierwszą osobą wysłaną na detoks.
Od momentu zerwania z nałogami w 1989 Mötley Crüe osiągnęło szczyt popularności wraz z wydaniem piątego albumu, „Dr. Feelgood”, 1 września 1989. Już półtora miesiąca później 14 października tego samego roku, stał się on albumem nr 1 i pozostawał na listach przebojów przez następne 109 tygodni. Każdy z członków grupy utrzymywał w wywiadach, że w dużej mierze jest to zasługa ich grupowej trzeźwości. W tamtym momencie Dr. Feelgood był najbardziej dopracowanym albumem Mötley Crüe.
Rok 1989 przyniósł także zmiany wśród menedżerów zespołu. McGhee został zwolniony po niedotrzymaniu obietnic złożonych zespołowi, „dotyczących Moskiewskiego Festiwalu Pokoju”, Thaler natomiast awansował na głównego menadżera.

### Lata 90. XX wieku
14 października 1991 roku światło dzienne ujrzał szósty album zespołu „Decade of Decadence”. Prawie natychmiast dotarł do drugiego miejsca listy przebojów „Billboard”. W założeniu miał to być album dla fanów „na osłodę” oczekiwania na jeszcze inny krążek z całkowicie nowym materiałem.
Po wydaniu „Dekad” w lutym 1992 roku zespół opuścił Neil. Do dziś jest zagadką czy odszedł z własnej woli czy został z niego wyrzucony.
Nikki Sixx przez długi czas utrzymywał, że Neil odszedł, jednakże sam pokrzywdzony, Neil twierdzi że został wyrzucony. W tym czasie Neil został zastąpiony przez Johna Corabi (grającego wcześniej w Angora and The Scream). Komercyjny sukces Mötley Crüe trwał przez lata dziewięćdziesiąte, Thaler jako jedyny zajmował się zarządzaniem zespołem aż do 1994 roku gdy ich kolejny album zatytułowany po prostu Mötley Crüe nie spełnił pokładanych w nim nadziei co zaowocowało rozpadem.
Zespół ponownie spotkał się w roku 1997, po umówionym przez ich menadżera, Allena Kovac, oraz menadżera Neila, Berta Steina. Spotkanie zaowocowało ugodą i nowym wydawnictwem – „Generation Swine”. Mimo że album na starcie był „numerem cztery” i pomijając fakt, że zespół zagrał na „American Music Awards” w sprzedaży okazał się komercyjną klęską, co było spowodowane brakiem pomocy ze strony ich macierzystej wytwórni Elektra Records. Zespołowi wkrótce zakończył się kontrakt co spowodowało założenie Mötley Records, od tej pory Mötley robi wszystko na własną rękę.
Pierwszym wydawnictwem nowej firmy okazała się składanka „Greatest Hits” zawierająca dwa nowe utwory. W 1999 roku na skutek nieporozumień z zespołu odchodzi Tommy Lee a zastępują go początkowo Randy Castillo a później Samantha Maloney. Na nowy album „New Tattoo” przyszło fanom zespołu czekać do 2000 roku. Rok później na sklepowych półkach pojawia się też DVD „Lewd, Crüed & Tattooed”.

### Lata 2000–2019
W ciągu ostatnich lat Sixx grał w zespołach 58 oraz Brides of Destruction, Lee założył Methods of Mayhem oraz występował jako artysta solowy. Neil koncertował solo, grając głównie piosenki Mötley Crüe.
W 2001 pojawiła się autobiograficzna książka zatytułowana „The Dirt”. W 2004 roku wszyscy czterej członkowie oryginalnego składu – Vince Neil, Mick Mars, Nikki Sixx i Tommy Lee – postanowili ponownie połączyć siły. W grudniu oficjalnie ogłoszono reaktywację a jej konsekwencję było tournee, które rozpoczęło się w lutym 2005 roku. W tym samym roku w sklepach ukazał się kolejny album kompilacyjny Red, White & Crüe. 25 stycznia 2006 w 25 rocznicę powstania grupy Mötley Crüe otrzymało własną gwiazdę na chodniku sław w Hollywood. 24 czerwca 2008 roku do sprzedaży trafił kolejny album studyjny formacji zatytułowany Saints of Los Angeles.
31 grudnia 2015 zespół zagrał po raz ostatni w Staples Center w Los Angeles, kończąc tym samym trwającą trzydzieści lat karierę.
22 marca 2019 na platformie Netflix ukazał się film „The Dirt”, w Polsce „Brud”, powstały na podstawie autobiograficznej książki o tym samym tytule.
19 listopada 2019 roku na oficjalnej stronie zespołu pojawiła się informacja o reaktywacji grupy. Na 2020 rok została zapowiedziana wspólna trasa po USA, na której obok Mötley Crüe wystąpią także Def Leppard i Poison.

## Muzycy
| - John 5 – gitara prowadząca, wokal wspierający(2023–) - Nikki Sixx – gitara basowa, instrumenty klawiszowe, wokal wspierający (1981-) - Tommy Lee – perkusja, instrumenty perkusyjne, instrumenty klawiszowe, wokal wspierający (1981–1999, 2004–) - Vince Neil – wokal prowadzący, gitara rytmiczna, harmonijka ustna (1981–1992, 1997–) - John Corabi – wokal prowadzący, gitara rytmiczna, gitara basowa, instrumenty klawiszowe (1992–1997) - Randy Castillo – perkusja, instrumenty perkusyjne (1999–2000) - Mick Mars – gitara prowadząca, wokal wspierający (1981–2015) | - Sofia Toufa – wokal wspierający (2012–2015) - Allison Kyler – wokal wspierający (2011–2015) - Annalisia Simone – wokal wspierający (2011) - Morgan Rose – perkusja, instrumenty perkusyjne (2009) - Samantha Maloney – perkusja, instrumenty perkusyjne (2000) - Emi Canyn – wokal wspierający (1987–1991) - Donna McDaniel – wokal wspierający (1987–1991) |

## Dyskografia

### Albumy studyjne
| Too Fast for Love           | - Data: 15 grudnia 1981 - Wydawca: Leathür Records  | 77 | –  | –   | –  | –  | - USA: platynowa płyta                              |
| Shout at the Devil          | - Data: 26 września 1983 - Wydawca: Elektra Records | 17 | 23 | –   | –  | 85 | - USA: 4x platynowa płyta - CAN: 3x platynowa płyta |
| Theatre of Pain             | - Data: 21 czerwca 1985 - Wydawca: Elektra Records  | 6  | 11 | 36  | 7  | 39 | - USA: 4x platynowa płyta - CAN: 3x platynowa płyta |
| Girls, Girls, Girls         | - Data: 15 maja 1987 - Wydawca: Elektra Records     | 2  | 4  | 14  | 7  | 28 | - USA: 4x platynowa płyta - CAN: 2x platynowa płyta |
| Dr. Feelgood                | - Data: 1 września 1989 - Wydawca: Elektra Records  | 1  | 7  | 4   | 6  | 5  | - USA: 6x platynowa płyta - CAN: 3x platynowa płyta |
| Mötley Crüe                 | - Data: 15 marca 1994 - Wydawca: Elektra Records    | 7  | 9  | 17  | 6  | 3  | - USA: złota płyta                                  |
| Generation Swine            | - Data: 24 czerwca 1997 - Wydawca: Elektra Records  | 4  | 10 | 80  | 18 | 34 | - USA: złota płyta                                  |
| New Tattoo                  | - Data: 20 czerwca 2000 - Wydawca: Mötley Records   | 41 | –  | 176 | –  | –  |                                                     |
| Saints of Los Angeles       | - Data: 24 czerwca 2008 - Wydawca: Mötley Records   | 4  | 3  | 78  | 5  | 14 | - CAN: złota płyta                                  |
| „–” album nie był notowany. |                                                     |    |    |     |    |    |                                                     |

### Kompilacje
| Decade of Decadence                                | - Data: 19 października 1991 - Wydawca: Elektra Records | 2  | 10 | 20 | 43 | 9  | - USA: 2x platynowa płyta - CAN: platynowa płyta |
| Greatest Hits                                      | - Data: 27 października 1998 - Wydawca: Mötley Records  | 20 | 16 | –  | –  | –  | - USA: złota płyta                               |
| Supersonic and Demonic Relics                      | - Data: 29 czerwca 1999 - Wydawca: Mötley Records       | –  | –  | –  | –  | –  |                                                  |
| The Millennium Collection: The Best of Mötley Crüe | - Data: 7 października 2003 - Wydawca: Hip-O Records    | –  | –  | –  | –  | –  |                                                  |
| Red, White & Crüe                                  | - Data: 1 lutego 2005 - Wydawca: Mötley Records         | 6  | 26 | 67 | 31 | 26 | - USA: platynowa płyta - CAN: 2x platynowa płyta |
| Greatest Hits                                      | - Data: 17 listopada 2009 - Wydawca: Mötley Records     | 94 | 30 | –  | –  | 30 | - USA: platynowa płyta - CAN: platynowa płyta    |
| The Dirt Soundtrack                                | - Data: 22 marca 2019 - Wydawca: Mötley Records         | –  | –  | –  | –  | –  |                                                  |
| „–” album nie był notowany.                        |                                                         |    |    |    |    |    |                                                  |

### Albumy koncertowe
| Live: Entertainment or Death | - Data: 23 listopada 1999 - Wydawca: Mötley Records    | 133 |
| Carnival of Sins Live        | - Data: 23 października 2007 - Wydawca: Mötley Records | –   |
| The End: Live in Los Angeles | - Data: 21 października 2016 - Wydawca: Eagle Rock     | –   |
| „–” album nie był notowany.  |                                                        |     |

### Minialbumy
| Tytuł        | Dane dot. albumu                                     |
| ------------ | ---------------------------------------------------- |
| Raw Tracks   | - Data: 23 listopada 1988 - Wydawca: Elektra Records |
| Raw Tracks 2 | - Data: 23 listopada 1990 - Wydawca: Elektra Records |
| Quaternary   | - Data: 10 września 1994 - Wydawca: Elektra Records  |

## Wideografia
| Tytuł                                                 | Dane dot. albumu                                      | Certyfikat                |
| ----------------------------------------------------- | ----------------------------------------------------- | ------------------------- |
| Uncensored                                            | - Data: 1986 - Wydawca: Elektra Records               | - USA: 2x platynowa płyta |
| Dr. Feelgood The Videos                               | - Data: 1990 - Wydawca: Elektra Records               | - USA: platynowa płyta    |
| Decade of Decadence                                   | - Data: 1992 - Wydawca: Elektra Records               | - USA: złota płyta        |
| Behind the Music: Mötley Crüe                         | - Data: 8 kwietnia 2003 - Wydawca: Hip-O Records      |                           |
| Lewd, Crüed & Tattooed                                | - Data: 17 lipca 2001 - Wydawca: Mötley Records       | - USA: złota płyta        |
| Greatest Video Hits                                   | - Data: 11 listopada 2003 - Wydawca: Mötley Records   | - USA: platynowa płyta    |
| Classic Mötley Crüe: Universal Masters DVD Collection | - Data: 9 sierpnia 2005 - Wydawca: Mötley Records     |                           |
| Carnival of Sins Live                                 | - Data: 4 października 2005 - Wydawca: Mötley Records | - USA: 3x platynowa płyta |
| Crüe Fest                                             | - Data: 24 marca 2009 - Wydawca: Mötley Records       |                           |

## Teledyski
| Tytuł                                            | Rok  | Reżyseria     |
| ------------------------------------------------ | ---- | ------------- |
| „Live Wire”                                      | 1982 | –             |
| „Looks That Kill”                                | 1984 | –             |
| „Too Young to Fall in Love”                      | 1984 | –             |
| „Smokin’ in the Boys Room”                       | 1985 | –             |
| „Home Sweet Home”                                | 1985 | –             |
| „Wild Side”                                      | 1987 | –             |
| „Girls, Girls, Girls”                            | 1987 | –             |
| „You’re All I Need”                              | 1987 | –             |
| „Dr. Feelgood”                                   | 1989 | –             |
| „Kickstart My Heart”                             | 1989 | –             |
| „Without You”                                    | 1990 | –             |
| „Don’t Go Away Mad (Just Go Away)”               | 1990 | –             |
| „Primal Scream”                                  | 1991 | –             |
| „Home Sweet Home '91”                            | 1992 | –             |
| „Anarchy in the U.K.”                            | 1992 | –             |
| „Hooligan’s Holiday”                             | 1994 | –             |
| „Misunderstood”                                  | 1994 | –             |
| „Afraid”                                         | 1997 | –             |
| „Shout at the Devil '97”                         | 1997 | –             |
| „Hell on High Heels”                             | 2000 | –             |
| „If I Die Tomorrow”                              | 2004 | –             |
| „Sick Love Song”                                 | 2005 | P.R. Brown    |
| „Enslaved”                                       | 2005 | –             |
| „Home Sweet Home”                                | 2005 | Katie McNeil  |
| „Saints of Los Angeles”                          | 2008 |               |
| „Mutherfucker of the Year”                       | 2008 | –             |
| „White Trash Circus”                             | 2009 | P.R. Brown    |
| „The Dirt (Est. 1981)” (feat. Machine Gun Kelly) | 2019 | Jeff Tremaine |
| „Take Me To The Top”                             | 2019 | Ryan Ewing    |
| „Same Ol’ Situation (S.O.S.)”                    | 2019 | Ryan Ewing    |

## Książki
- The Dirt: Confessions of the World’s Most Notorious Rock Band, HarperEntertainment, ISBN 978-0-06-039288-8.

## Nagrody i wyróżnienia
| Rok  | Kategoria                                       | Tytułem      | Nagroda                     | Nota | Źródło |
| ---- | ----------------------------------------------- | ------------ | --------------------------- | ---- | ------ |
| 1991 | Favorite Heavy Metal/Hard Rock Album            | Dr. Feelgood | American Music Awards       | Laur |        |
| 2006 |                                                 | Mötley Crüe  | Hollywood Walk Of Fame      | Laur |        |
| 2010 | Hall of Fame                                    | Mötley Crüe  | Kerrang! Awards             | Laur | [ 35 ] |
| 2011 | The Ronnie James Dio Lifetime Achievement Award | Mötley Crüe  | Revolver Golden Gods Awards | Laur | [ 36 ] |
| 2014 | Best Live Band                                  | Mötley Crüe  | Revolver Golden Gods Awards | Laur | [ 37 ] |